# Maja Sprenger

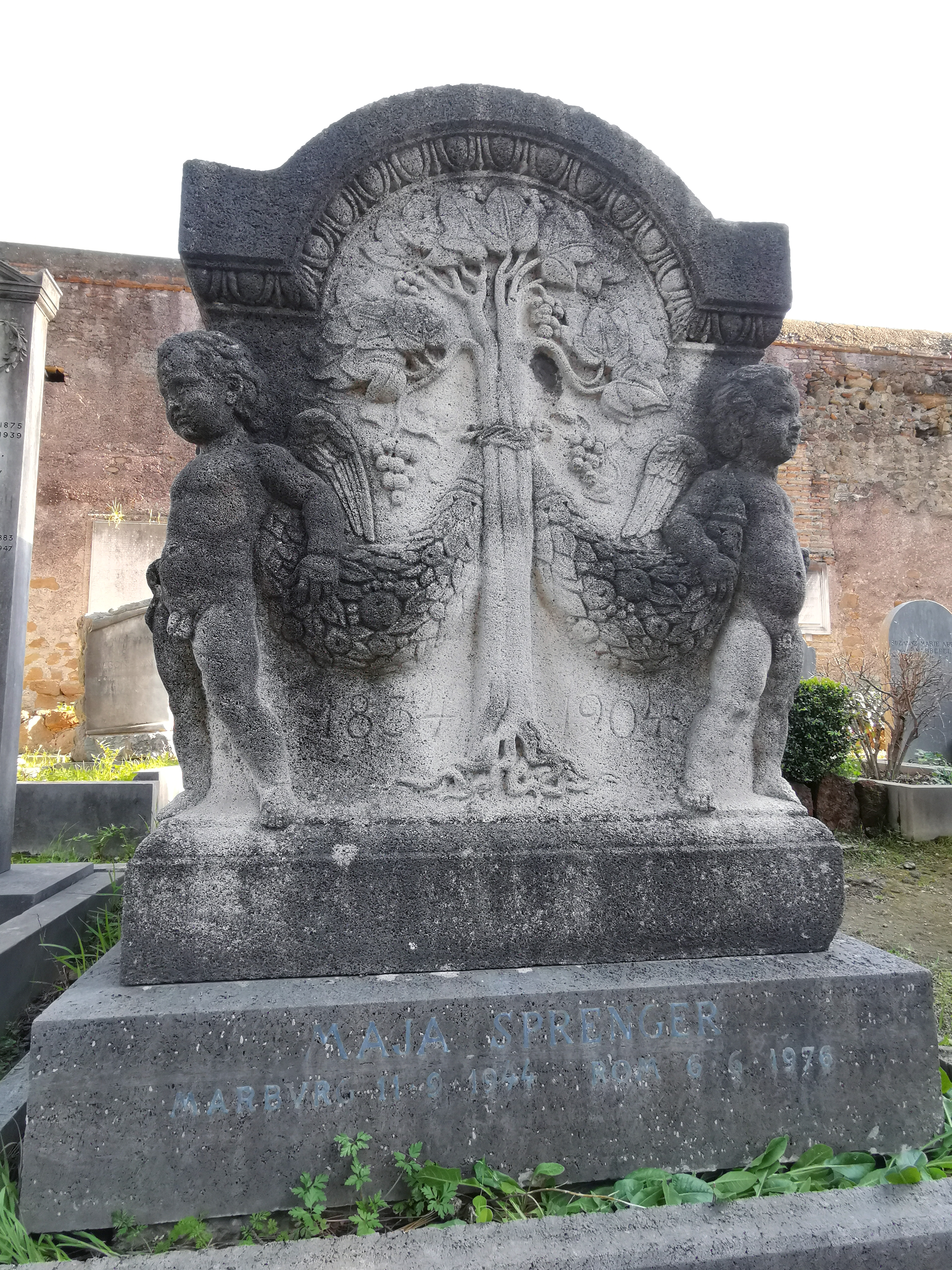
Grab auf dem Nichtkatholischen (Protestantischen) Friedhof Rom

Maja Sprenger (* 11. September 1944 in Marburg; † 6. Juni 1976 in Rom) war eine deutsche Klassische Archäologin, deren Schwerpunkt die Etruskologie bildete.

## Leben
Nach dem Besuch des Gymnasiums in Karlsruhe studierte Sprenger von 1964 bis 1967 Klassische Archäologie, Alte Geschichte und Sinologie in Marburg, Hamburg, Berlin, Freiburg und Rom. An der Universität Freiburg wurde sie am 10. Juli 1970 bei Walter-Herwig Schuchhardt mit der Arbeit Die etruskische Plastik des V. Jahrhunderts v. Chr. und ihr Verhältnis zur griechischen Kunst promoviert. 1971/72 erhielt sie das Reisestipendium des Deutschen Archäologischen Instituts. 
Sie starb an den Folgen eines Verkehrsunfalls. Ihr Grab befindet sich auf dem Protestantischen Friedhof in Rom.

## Schriften
- Qualque annotazione sull’esegesi e la cronologia della tomba dipinta detta del Guerriero a Tarquinia, In: Studi etruschi 37, 1969, S. 403–412.
- Die etruskische Plastik des V. Jahrhunderts v. Chr. und ihr Verhältnis zur griechischen Kunst. L’Erma di Bretschneider, Rom 1972.
- Eine subarchaische etruskische Bronzestatuette. In: Archäologischer Anzeiger 1973, S. 652–658.
- mit Gilda Bartoloni: Die Etrusker. Kunst und Geschichte. Hirmer, München 1976, ISBN 3-7774-2890-6.